# A nemek harca (film, 2017)
A nemek harca (eredeti cím: Battle of the Sexes) 2017-ben bemutatott amerikai-brit életrajzi film, amelyet Simon Beaufoy forgatókönyve alapján Jonathan Dayton és Valerie Faris rendezett, Christian Colson, Danny Boyle és Robert Graf produceri közreműködésével. A film zenéjét Nicholas Britell szerezte.
A történet alapjául Billie Jean King és Bobby Riggs teniszezők 1973-as, Nemek csatája néven híressé vált teniszmérkőzése szolgált. A főbb szerepekben Emma Stone, Steve Carell, Sarah Silverman, Bill Pullman, Alan Cumming, Elisabeth Shue, Austin Stowell és Eric Christian Olsen láthatóak.
Az Amerikai Egyesült Államokban 2017. szeptember 22-én mutatták be a mozikban a Fox Searchlight Pictures forgalmazásában.
A kritikusok pozitívan fogadták a filmet, kiemelve Stone és Carell alakításait, valamint a rendezést. Ennek ellenére A nemek harca megbukott a jegypénztáraknál és 18,6 millió dolláros bevételével még a 25 millió dolláros költségvetés összegét sem hozta vissza. A 75. Golden Globe-gálán Stone és Carell jelöléseket kapott legjobb komikus színészként, illetve színésznőként. Carellt Screen Actors Guild-díjra is jelölték legjobb férfi mellékszereplő kategóriában.

## Szereplők
| Szereplő                                                                          | Színész              | Magyar hang       |
| --------------------------------------------------------------------------------- | -------------------- | ----------------- |
| Billie Jean King                                                                  | Emma Stone           | Nemes Takách Kata |
| Bobby Riggs                                                                       | Steve Carell         | Kassai Károly     |
| Marilyn Barnett                                                                   | Andrea Riseborough   | Balsai Móni       |
| Gladys Heldman                                                                    | Sarah Silverman      | Pálfi Kata        |
| Jack Kramer                                                                       | Bill Pullman         | Hirtling István   |
| Cuthbert 'Ted' Tinling                                                            | Alan Cumming         | Rajkai Zoltán     |
| Priscilla Riggs                                                                   | Elisabeth Shue       | Spilák Klára      |
| Larry King                                                                        | Austin Stowell       | Dévai Balázs      |
| Lornie Kuhle                                                                      | Eric Christian Olsen | Papp Dániel       |
| Larry Riggs                                                                       | Lewis Pullman        | Hamvas Dániel     |
| Rheo Blair                                                                        | Fred Armisen         | Láng Balázs       |
| Henry                                                                             | Wallace Langham      | Fazekas István    |
| Ken Rosewall                                                                      | Jamey Sheridan       | Barbinek Péter    |
| Bob Sanders                                                                       | Tom Kenny            | Kardos Róbert     |
| Riggs terapeutája                                                                 | Matt Malloy          | Csuha Lajos       |
| Roone Arledge                                                                     | Chip Chinery         | Holl Nándor       |
| DJ                                                                                | Chris Parnell        | Sipos Imre        |
| Herb                                                                              | John C. McGinley     | Rosta Sándor      |
| További magyar hangok                                                             |                      |                   |
| Beratin Gábor, Imre István, Jakab Csaba, Orosz István, Perlaki István, Végh Péter |                      |                   |

## Fordítás
- Ez a szócikk részben vagy egészben  a   Battle of the Sexes (2017 film) című angol Wikipédia-szócikk fordításán alapul.  Az eredeti cikk szerkesztőit annak laptörténete sorolja fel. Ez a jelzés csupán a megfogalmazás eredetét és a szerzői jogokat jelzi, nem szolgál a cikkben szereplő információk forrásmegjelöléseként.